# حزب محبي البيرة (بيلاروسيا)

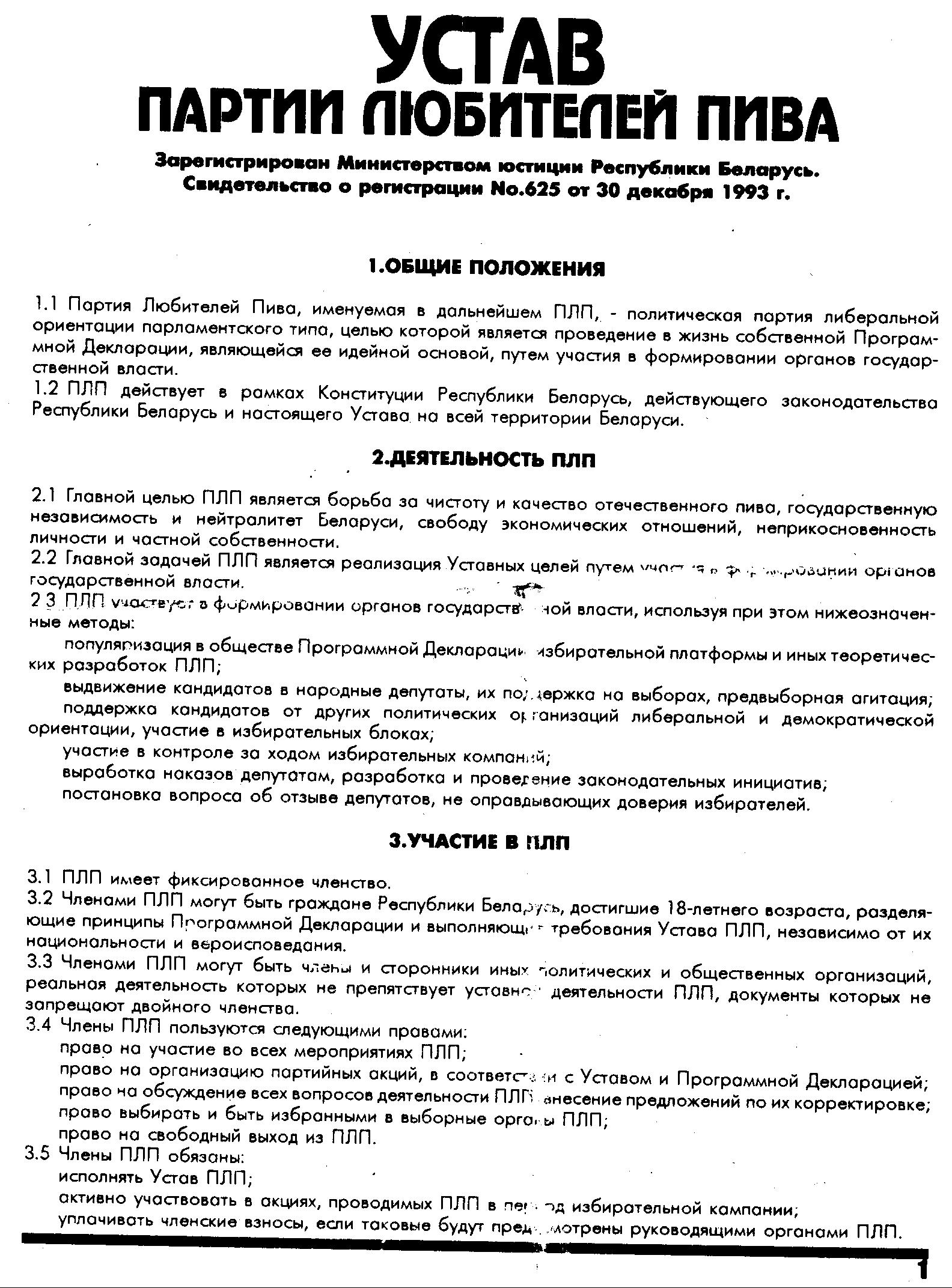
النظام الأساسي للحزب (الصفحة 1)

حزب محبي البيرة كان واحدا من عدة أحزاب باسم محبي البيرة تم إنشاؤها في بعض دول ما بعد الاتحاد السوفيتي، بما في ذلك بيلاروسيا. تم تسجيله رسميًا في 30 ديسمبر 1993.
وفقًا لنظامه الأساسي، «يتمثل الهدف الرئيسي للحزب في النضال من أجل نظافة وجودة البيرة الوطنية، واستقلال الدولة وحياد بيلاروسيا، وحرية العلاقات الاقتصادية، والحرمة الشخصية وحرمة الملكية الخاصة»
كان الرئيس أندريه راماشويسكي.
تم تصفية الحزب في عام 1998 بقرار المحكمة العليا في بيلاروسيا. كان السبب المعلن لتصفية الحزب (بالإضافة إلى العديد من الأحزاب الأخرى) هو فشل الحزب في معالجة طلب وزارة العدل في بيلاروسيا بشأن إحصائيات العضوية وهيكل إدارة الحزب.
شعار الحزب هو إشارة إلى «القنفذ المخمور» وهي صورة نمطية مأخوذة من النكات الروسية.